# Personagem não-jogável

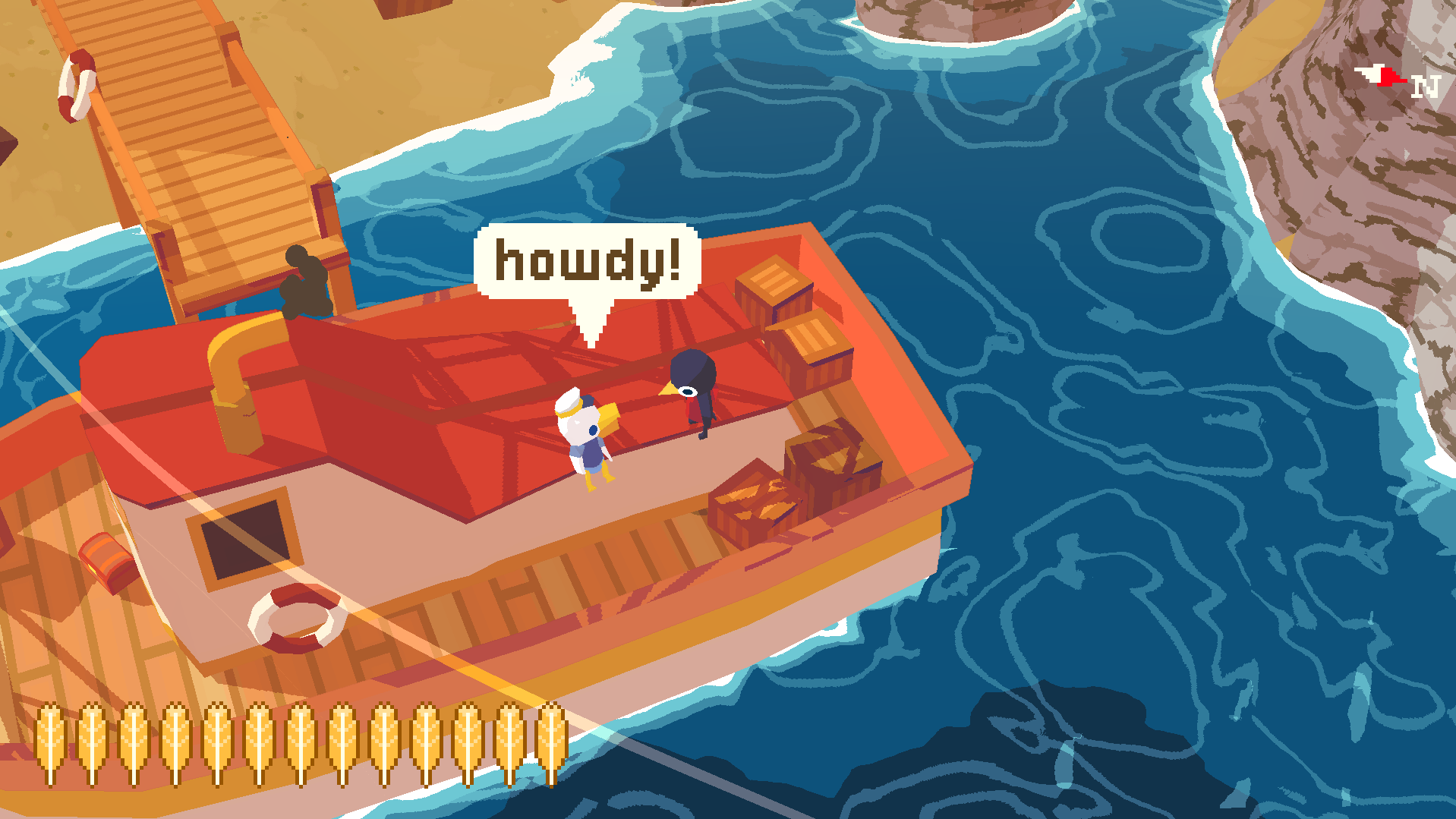
"Howdy!", um personagem não-jogável cumprimenta o jogador no vídeo game A Short Hike, de 2019.

Um personagem não-jogável (em inglês:  non-player character, NPC) é um personagem que não é controlado por um jogador, sendo controlados pela inteligência artificial do jogo ou, em RPG de mesa, pelo mestre de jogo. Possuindo um conjunto de comportamentos predeterminados que potencialmente afetarão a jogabilidade, os NPC desempenham vários papéis: desde o fornecimento de detalhes de contexto até a narrativa ou ofereça missões. Os NPC fazem parte da história e cenário do jogo, podendo o usuário interagir com eles para completar missões, comprar e vender itens ou conhecer sobre a história do ambiente.

## Na cultura popular
O termo NPC é usado para designar, principalmente nos Estados Unidos, pessoas que não tem capacidade de formulação de ideias próprias e que apenas repetem o que já é saturado na mídia convencional (daí a semelhança com sua função nos jogos: o fato de ser programado para realizar as mesmas funções e repetir as mesmas ações).
O termo surgiu do reddit como um meme com dizeres do "Orange Man Bad".
Alguns apoiadores de Trump e a direita americana escolheram o termo como um pejorativo para os social justice warriors, ou adversários políticos do atual presidente que tem comportamento ligados ao politicamente correto e igualitarismo. 